# L'échappée verte
L'échappée verte également nommée la « Ferroverte » est une voie verte dans le département de la Creuse sur le tracé de la voie ferrée désaffectée Saint-Sébastien-Guéret.

## Présentation
L'échappée verte un aménagement cyclable long de 17,4 km praticable par les cyclistes (VTT et VTC), les randonneurs pédestres et les cavaliers.
La voie verte a été réalisée avec la participation de défricheurs bénévoles et l'aide de la Communauté de communes du Pays Dunois.

## Parcours

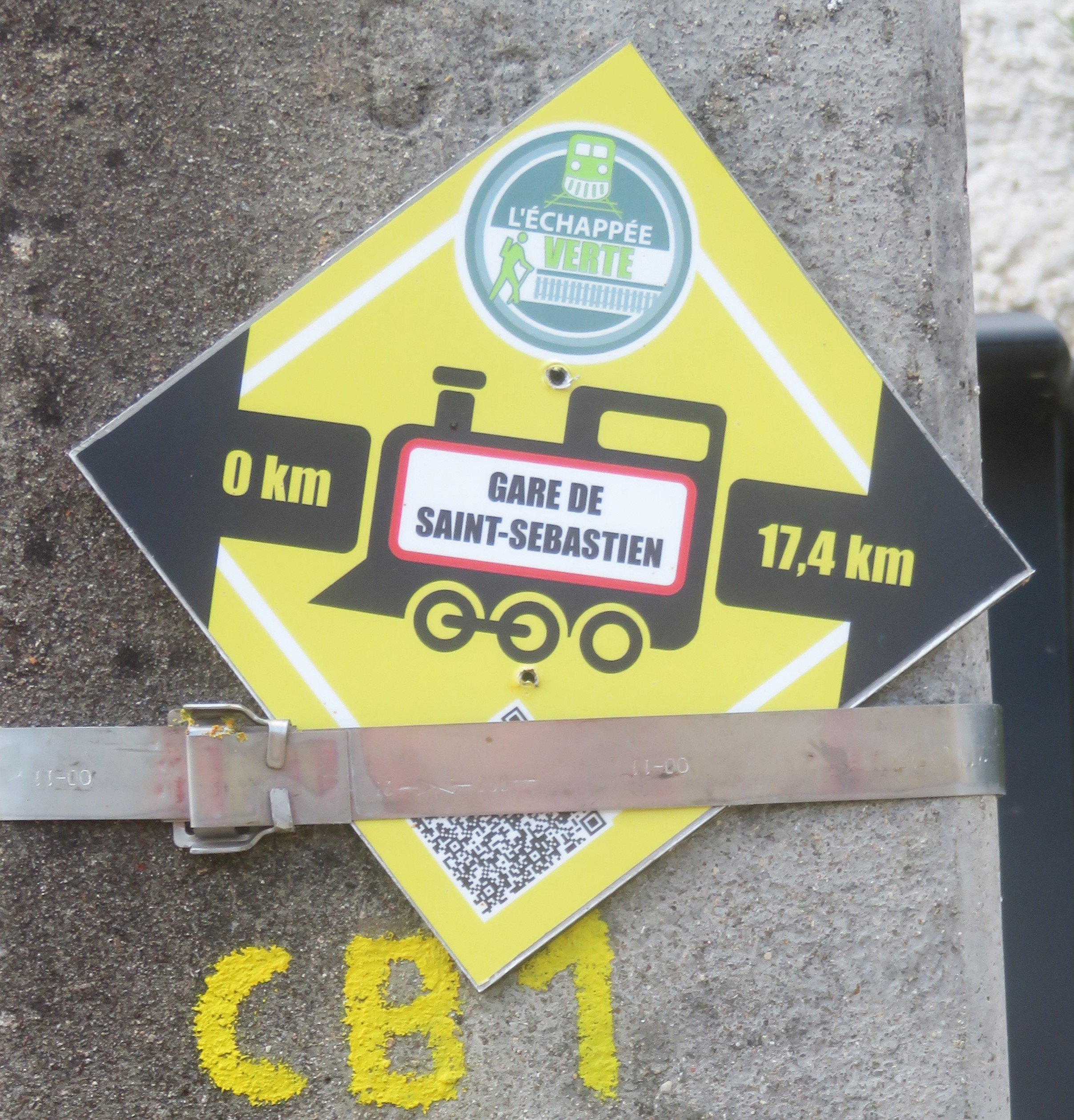
Départ de l'échappée verte en face de la gare de Saint-Sébastien

L'échappée verte part de la gare de Saint-Sébastien (indication face de la gare « 0 km/17,4 km »). En suivant le balisage pédestre de petite randonnée (traits jaunes), l'itinéraire passe sur le pont de la route D 70 qui enjambe la voie ferrée Paris-Toulouse, emprunte la voie secondaire revêtue, première à droite après ce pont, et rejoint, après 800 m sur cette petite route, la plateforme de l'ancienne voie ferrée de Saint-Sébastien à Guéret  (indication « 1 km/16,4 km) ».
La voie verte reste ensuite sur ce tracé ferroviaire qu'elle ne quitte que pour plusieurs courts contournements de terrains privés, chacun d'une centaine de mètres environ sur chemins ruraux à proximité.
Des indications de lieux-dits et kilométrique sont disposés le long du parcours tous les 4 ou 500 mètres.
La voie verte parcourt le territoire communal de Saint-Sébastien, de Crozant (extrémité sud de ce territoire, éloignée du centre), La Chapelle-Baloue (passage à côté de l'ancienne gare), Lafat (l'ancienne gare recouverte de végétation n'est guère visible mais on remarque l'ancienne halle à marchandises) et Dun-le-Palestel.
Le viaduc de la Sédelle d'où l'on a une vue étendue sur la vallée est le seul ouvrage d'art remarquable du parcours.
La surface de la majorité du parcours est un stabilisé (sable sur fond de cailloux) assez confortable mais la voie verte comprend également des passages assez "rustiques" herbeux ou caillouteux, particulièrement les 4 premiers kilomètres au départ de la gare de Saint-Sébastien.
Le parcours convient aux VTT et VTC mais non aux vélos à pneus fins. Il est impraticable aux rollers.
La voie verte qui comprend des passages en tranchée et pour le reste est généralement bordée d'arbres est ombragée.
Le profil est facile, les pentes ne dépassant pas 2 pour cent, sauf un très court raidillon où l'échappée verte quitte l'ancienne voie ferrée pour un contournement.

## Activités
Des courses sont périodiquement organisées sur la voie verte, Foulées du rail (Semi-marathon), trails.

## Extension
Le prolongement de la voie verte de Dun-le-Palestel jusqu'à Guéret, soit un parcours total de 45 km est projeté

## Galerie

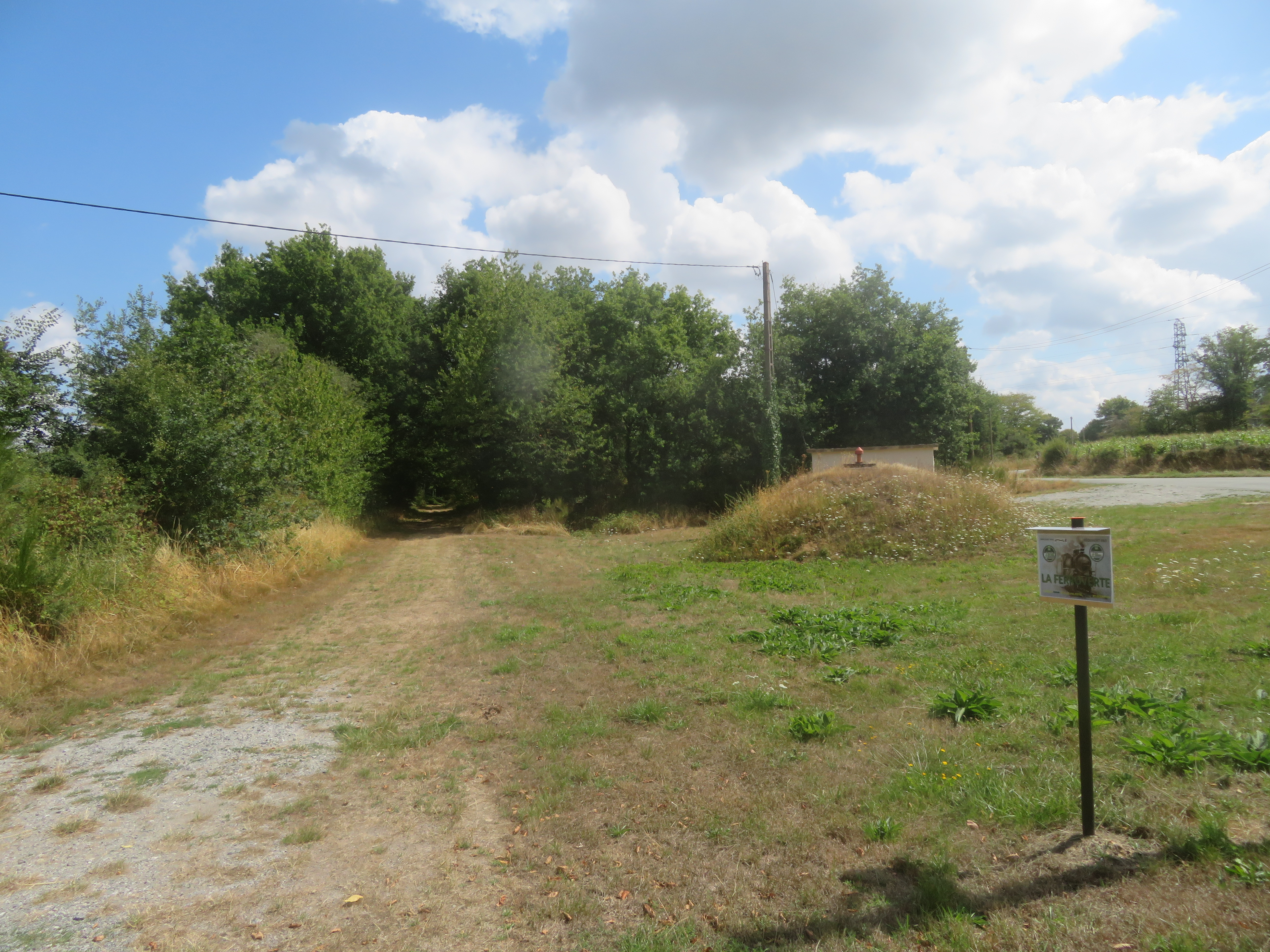
L'échappée verte au 1,6 km (surface « rustique »)
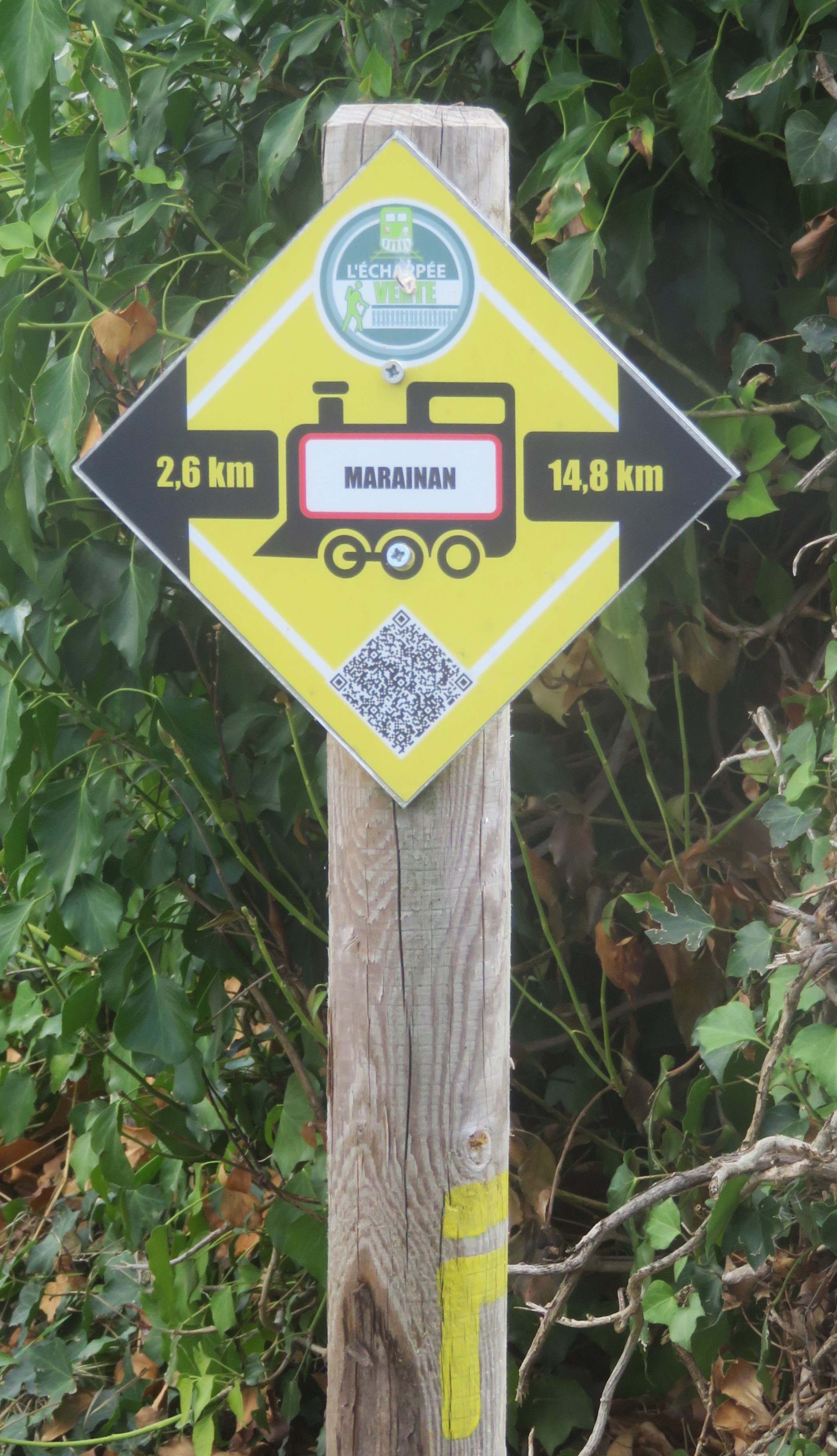
Indication
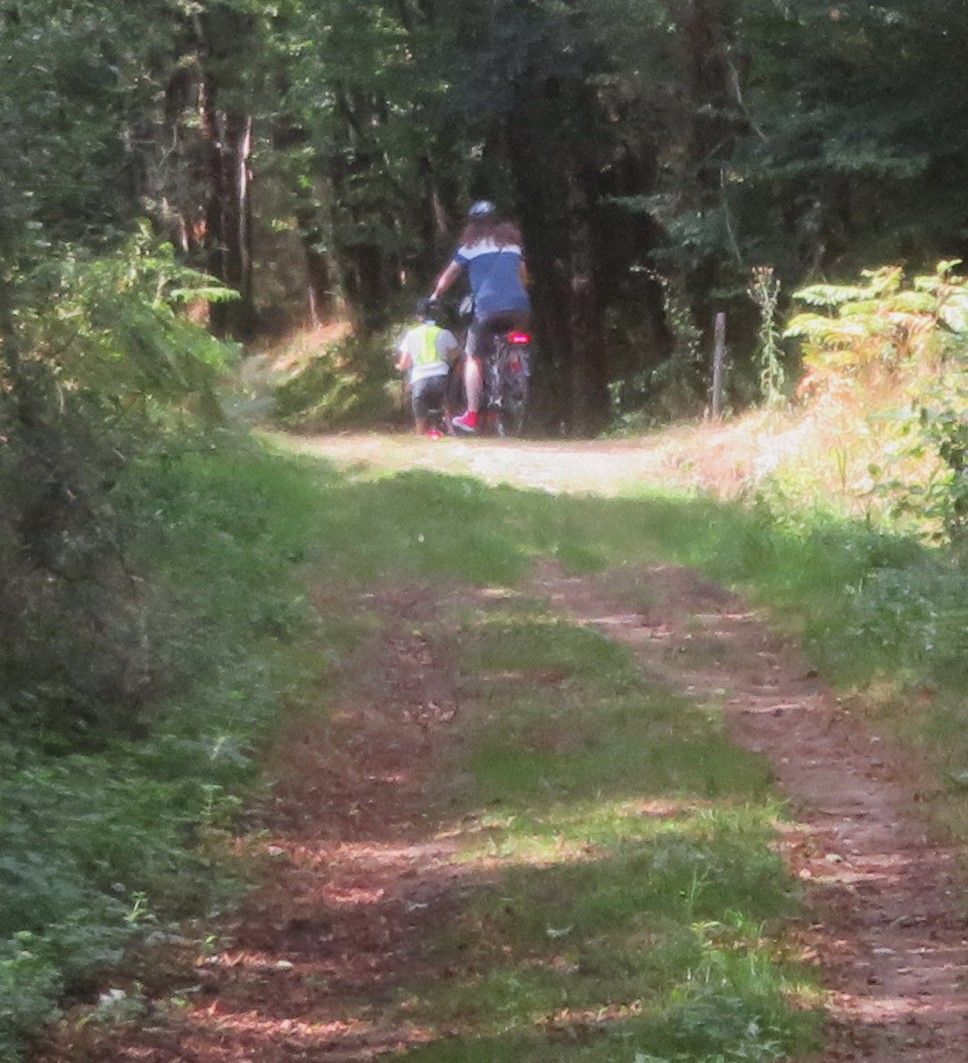
Environ 3 km après le départ
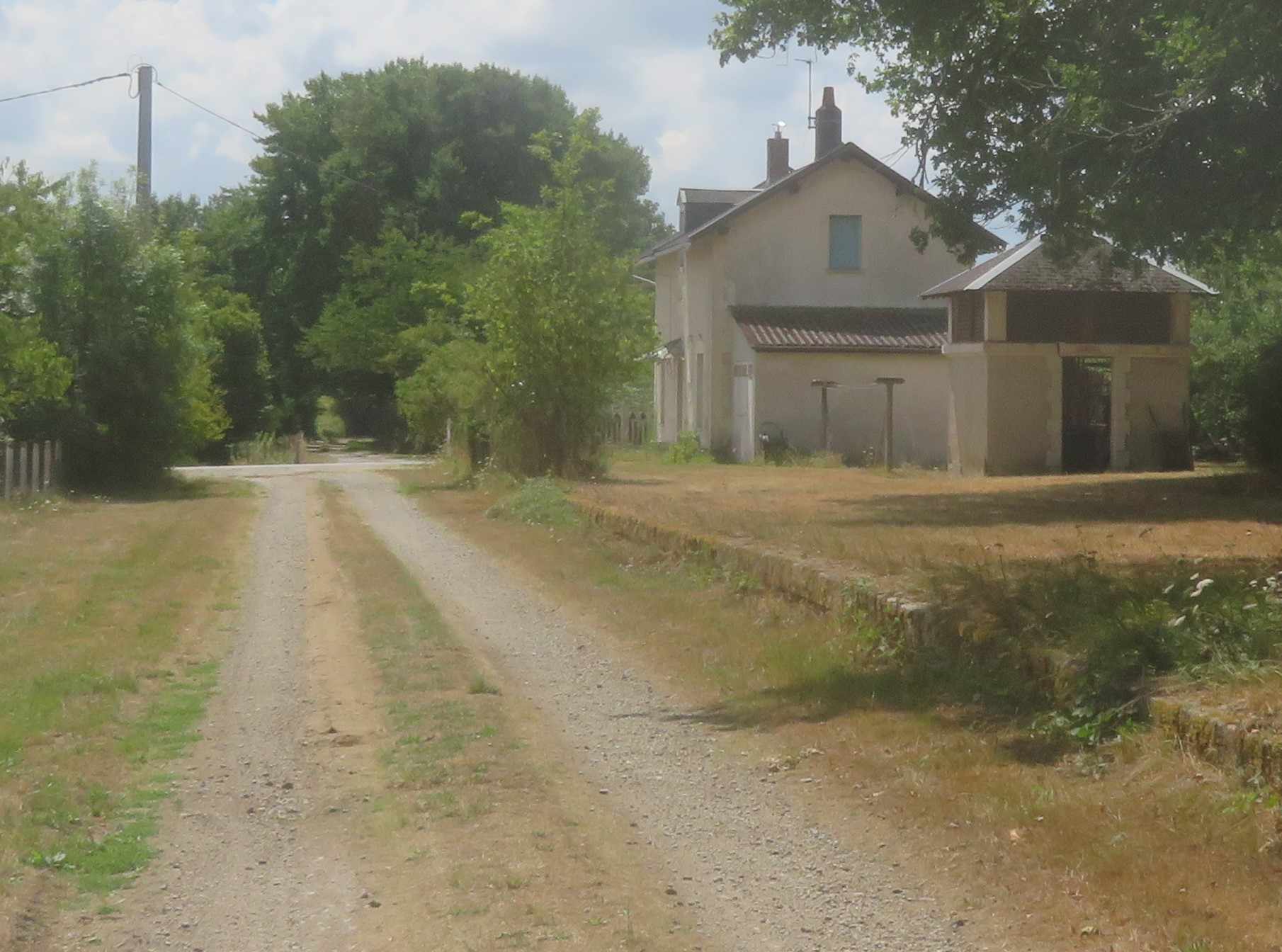
Ancienne gare de La Chapelle-Baloue vue de l'échappée verte
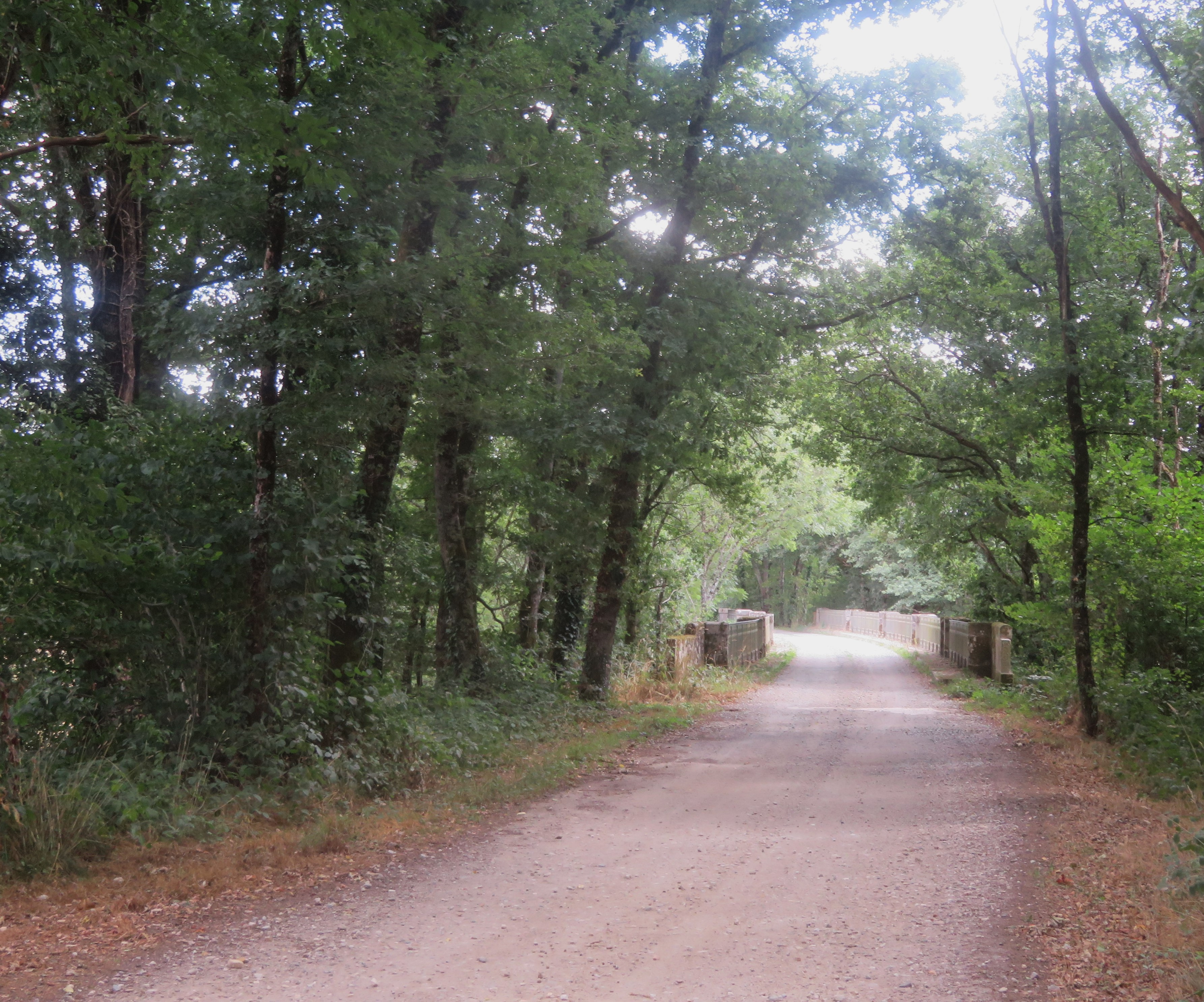
Arrivée sur le viaduc de Sédelle
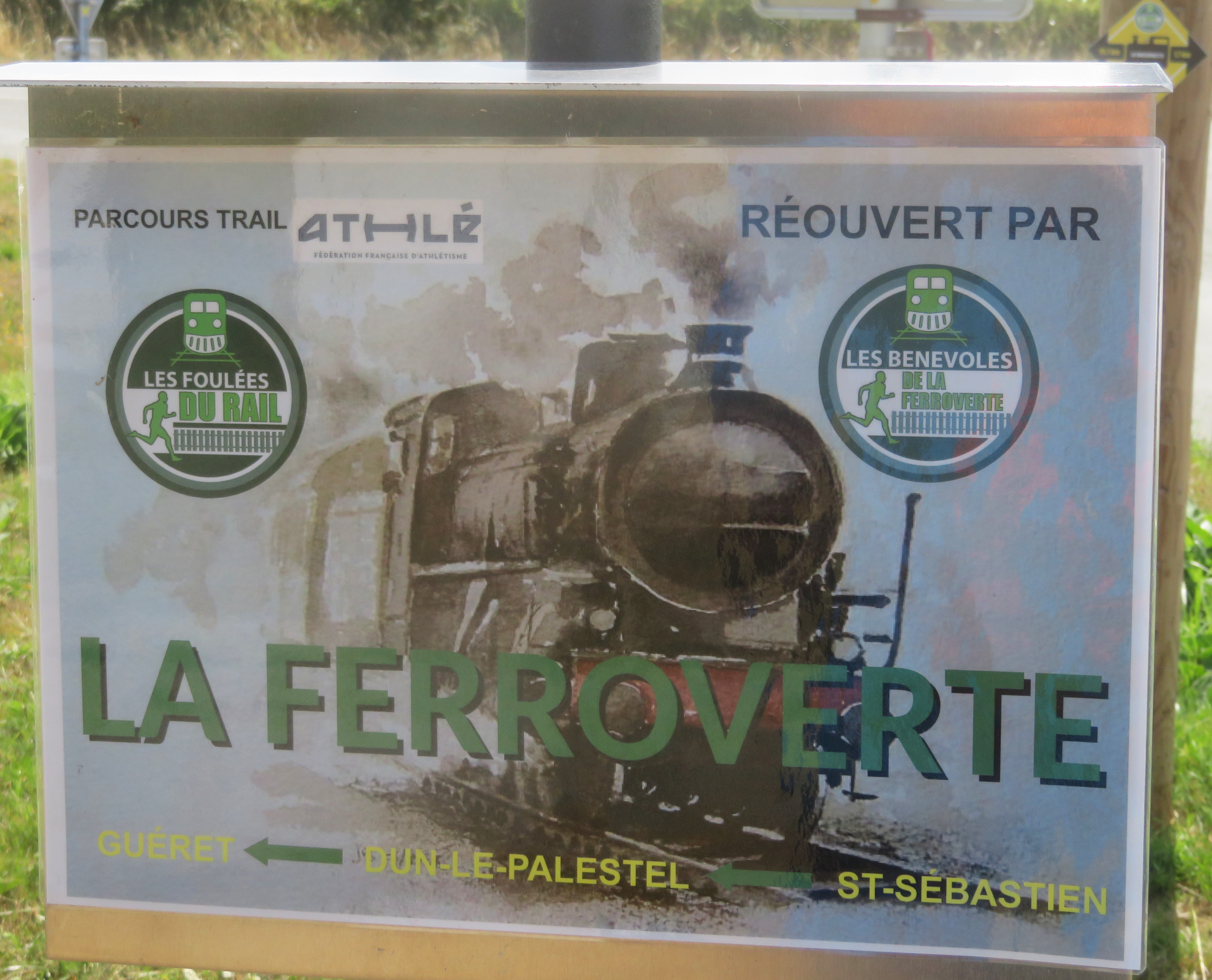
Les foulées du rail